# Волочиская армейская группа
Волочиская армейская группа — воинское объединение в Красной армии Вооружённых Сил СССР.

## История
16 сентября 1939 г. управление Винницкой армейской группы переименовано в управление Волочиской армейской группы с управлением в г. Волочиск. Командующим войсками Волочиской группы назначен командующий войсками Винницкой армейской группы комкор Голиков Ф. И., членом Военного совета бригадный комиссар Г. Н. Захарычев. В состав группы вошли 17-й стрелковый корпус с приданными 38-й легкотанковой бригадой (с лёгкими танками Т-26) и 10-й тяжёлой танковой бригадой (со средними танками Т-28), 2-й кавалерийский корпус с приданной 24-й легкотанковой бригадой (с быстроходными лёгкими танками БТ), авиационные и другие специальные части.,
Волочиская армейская группа создана в составе Украинского фронта.
Группа должна была «нанести мощный и решительный удар по польским войскам и быстро наступать на м. Трембовля, г.Тарнополь, г.Львов и к исходу 13 сентября выйти в район Езерны; к исходу 14 сентября овладеть районом Буек, Перемышляны, Бобрка, имея дальнейшей задачей овладение г. Львов».
С 17 по 24 сентября Волочиская армейская группа участвовала в военном походе в Западную Украину.
К концу 17 сентября войска армейской группы заняли г. Тарнополь.
19 сентября около 2.00 сводный моторизованный отряд под командованием командира 5-й кавалерийской дивизии 2-го кавалерийского корпуса комбрига Я. Шарабурко (600 спешенных кавалеристов и 35 танков) подошёл к г. Львову. К 4.00 24-й лтбр, командир полковник П. С. Фотченков, был уже в городе.
В течение 19 сентября советские войска вели бои и переговоры с польским гарнизоном и германскими пехотными частями, окружавшими город.
20 сентября командир 2-го кавалерийского корпуса комдив Ф. Я. Костенко получил приказ готовиться к штурму г. Львова. В результате переговоров между представителями командования Германской армии и Красной Армии после 20.00 германские войска начали отход от города, а советские войска окружали город.
Ночью 21 сентября советские войска занимали позиции вокруг города, одновременно готовясь к атаке города, назначенной на 9.00: 14-я кд должна была атаковать город с севера и северо-востока, сводный отряд 17-го ск с 38-й лтбр — с востока; 5-я кд вместе с 10-й ттбр — с юго-востока, а 3-я кд — с юга и юго-запада.
22 сентября в 11.00 в результате советско-польских переговоров было подписано соглашение о «передаче г. Львова войскам Советского Союза», в 14.00 польские войска в г. Львове стали складывать оружие.
В течение 23 сентября весь г. Львов был занят советскими войсками. К вечеру в городе был наведён порядок и основные силы советских войск были выведены на его окраины.
24 сентября 1939 г. Волочиская армейская группа переименована в Восточную армейскую группу.
28 сентября 1939 г. Восточная армейская группа переименована в 6-ю армию.

## Полное название
Волочиская армейская группа

## Подчинение
Украинский фронт

## Командование
Командующий войсками группы:
- Голиков Ф. И., комкор, (16.09 — 24.09.1939).

Член Военного совета:
- Захарычев Г. Н., бригадный комиссар.

## Состав
На 17.09.1939 г.:
- 17-й стрелковый корпус:[2]

- 96-я стрелковая дивизия.,
- 97-я стрелковая дивизия.,
- 38-я легкотанковая бригада., (142 Т-26).
- 10-я тяжёлая танковая бригада., (к моменту начала операции из г. Киева к месту выступления прибыло 58 Т-28 и 20 БТ-7 — два танковых батальона и разведывательная рота, остальные находились в резерве армейской группы и прибыли позже).

- 2-й кавалерийский корпус:[2],[7]

- 3-я кавалерийская дивизия.,
- 5-я кавалерийская дивизия.,
- 14-я кавалерийская дивизия.,
- 24-я легкотанковая бригада., (237 танков БТ). Прибыла в состав группы из г. Новоград-Волынский, из Житомирской армейской группы.

## Боевая деятельность
1939 год
16 сентября
Накануне вступления на территорию Западной Украины личный состав армейской группы был ознакомлен с обращением Военного совета фронта. В нём говорилось, что военнослужащие Красной армии идут в Западную Украину как освободители украинских и белорусских братьев от гнёта и эксплуатации, от власти помещиков и капиталистов.
17 сентября
Волочиская группа находилась на фронте Теофиполь — Войтовцы. Группа имела задачу наступать на г. Тарнополь, Езерну и Козову, в дальнейшем выйти на фронт Буек — Перемышляны и далее на г. Львов.
В 4.00 пограничники и красноармейцы начали операцию с захвата Волочиского пограничного моста. К 8.00 сопротивление польской пограничной охраны было сломлено.
Около 8.00 войска 17-го ск перестроились из боевого порядка в походные колонны и двинулись в сторону г. Тарнополя. Подвижные танковые соединения 17-го корпуса 38-я лтбр и 10-я ттбр быстро обогнали стрелковые полки и двинулись вглубь польской территории.
К концу дня войска армейской группы заняли г. Тарнополь.
Состав группы:
- 17-й ск: 96-я сд, 97-я сд, 38-я лтбр, 10-я ттбр.
- 2-й кк: 3-я кд, 5-я кд, 14-я кд.

Состав 38-й лтбр:
Командир бригады комбриг Волох, Пётр Васильевич
Заместитель командира бригады по политической части полковой комиссар Балыков, Михаил Михайлович
Заместитель командира бригады по строевой части подполковник Павлов, Пётр Петрович
Помощник командира бригады по технической части майор Шилькрот, Моисей Давидович
Начальник штаба бригады майор Малыгин Константин Алексеевич
Начальник оперативной части майор Невжинский, Михаил Васильевич
Начальник 5-й части (тыл бригады) капитан Мухин, Алексей Васильевич
Начальник химической службы Верушкин, Фёдор Алексеевич
Начальник политического отдела батальонный комиссар Широков, Виктор Прокофьевич
53, 55, 61-й отдельные танковые батальоны, 79-й отдельный учебный танковый батальон.
Состав 10-й ттбр:
Командир бригады полковник Георгий Иванович Иванов
Помощник командира бригады по строевой части майор Василий Алексеевич Пролеев
Военный комиссар бригады батальонный, полковой комиссар Александр Петрович Романенко
Помощник командира бригады по технической части военинженер 2-го ранга Алексей Петрович Абалихин
Начальник штаба бригады майор Хаим Менделевич Гуревич
51, 54, 57, 62-й отдельные танковые батальоны.
Состав 2-го кк:
Командир корпуса комдив Фёдор Яковлевич Костенко
Военный комиссар корпуса бригадный комиссар Константин Васильевич Крайнюков
Начальник штаба корпуса Павел Алексеевич Курочкин
Начальник политического отдела бригадный комиссар Фёдор Борисович Чубунов
3,5,14-я кавалерийские дивизии.
- 3-я кд (34, 60, 99, 158-й кавалерийские полки, 44-й танковый полк):

Командир дивизии комбриг Михаил Фёдорович Малеев
Заместитель командира дивизии полковник Виктор Кузьмич Баранов
Начальник штаба полковник Николай Степанович Чепуркин
- 60-й кавалерийский полк, командир полка майор Василий Михайлович Осьминский.

- 5-я кд (11, 96, 131, 160-й кавалерийские полки, 32-й танковый полк):

Командир дивизии комбриг Яков Сергеевич Шарабурко
Начальник штаба полковник Ашот Саркисович Саркисян
- 32-й танковый полк, командир полка капитан Анатолий Саввич Стерпул

- 14-я кд (31, 76, 92, 129-й кавалерийские полки, 29-й танковый полк):

Командир дивизии комдив Василий Дмитриевич Крюченкин
Военный комиссар полковой комиссар Александр Николаевич Никульшин
- 76-й кавалерийский полк, командир полка полковник Михаил Иосифович Глинский (08.39-03.41), заместитель командира полка по политической части полковой комиссар Фёдор Илларионович Божко

Состав 24-я лтбр:
Командир бригады полковник Пётр Семёнович Фотченков
Помощник командира бригады по строевой части полковник Георгий Иванович Ермолаев
Военный комиссар бригады полковой комиссар Макаров
Помощник командира бригады по технической части — майор Иван Владимирович Терлянский
Начальник штаба бригады полковник Василий Павлович Дубянский
101, 102, 106-й отдельный танковый батальон, 117-й отдельный учебный танковый батальон, 218-й отдельный разведывательный батальон.
В 4.00 штурмовая группа пограничников и красноармейцев захватила Волочиский пограничный мост.
В 4.30 войска 17-го ск нанесли артиллерийский удар по огневым точкам и опорным пунктам противника.
В 5.00 другие передовые и штурмовые отряды 17-го ск Красной Армии (советских армий) и пограничных войск НКВД перешли границу и разгромили польскую пограничную охрану.
В 5.00 войска 17-го ск приступили к форсированию р. Збруч, используя захваченный мост и наводя мостовые переправы.
С 5.00 до 8.00 96-я и 97-я сд и 38-я лтбр и 10-я ттбр 17-го ск форсировав р. Збруч, сломили незначительное сопротивление польских пограничников в глубине обороны.
Около 8.00 войска 17-го ск перестроились из боевого порядка в походные колонны и двинулись в сторону г. Тарнополя.
Подвижные танковые соединения 17-го ск 38-я лтбр и 10-я ттбр быстро обогнали стрелковые полки и двинулись вглубь польской территории.
В 12.00 наступавшая севернее г. Тарнополь 24-я лтбр 2-го кк со 136-м сп 97-й сд 17-го ск прошла Доброводы.
24-я лтбр со 136-м сп 97-й сд обходила г. Тарнополь с северо-запада.
Между 18.00 и 19.00 10-я ттбр 17-го ск вступила в г. Тарнополь с востока.
В 19.00 с севера в г. Тарнополь вошли 11 танков танкового полка 5-й кд 2-го кк, но не зная обстновки, командиры-танкисты приняли решение атаку начать на рассвете.
В 22.00 24-я лтбр со 136-м сп 97-й сд охватила г. Тарнополь и вышла на его западную окраину и приступила к её очистке от польских частей. С восточной стороны вглубь города продвигалась 10-я ттбр 17-го ск. В северной части города стояли танки 5-й кд.
18 сентября
6.00. Правый фланг группы. 2-й кк, командир корпуса комдив Ф. Я. Костенко. Утром кавалерийские дивизии 2-го кк форсировали р. Серет.
Левый фланг группы. 17-й ск продвигался на запад.
10.00. Правый фланг группы.
В 10.00 командир 2-го кк комдив Ф. Я. Костенко получил приказ командующего войсками Украинского фронта форсированным маршем двинуться к г. Львову и овладеть городом. Кавалерийские дивизии корпуса были остановлены в г. Тарнополь для отдыха лошадей. Командир корпуса создал сводный моторизованный отряд под командованием командира 5-й кд комбрига И. Шарабурко, состоявший из 600 спешенных кавалеристов, посаженных на танки 5-й кд и танкового батальона 24-й лтбр под командованием командира 24-й лтбр полковника П. С. Фотченкова. Отряд двинулся к г. Львову.
10.20. Главные силы 5-й кд 2-го кк вошли в г. Тарнополь и занялись очисткой города от разрозненных групп польских офицеров, жандармов и жителей, оказывавших сопротивление с оружием в руках. В ходе перестрлок в городе между 10.20 и 14.00 дивизия потеряла 3 человек убитыми и 37 ранеными.
10.30. Одновременно с войсками 5-й кд в г. Тарнополь вступили 96-я и 97-я сд 17-го ск. В плен были взяты до 600 польских военнослужащих.
12.00.
Сводный моторизованный отряд 2-го кк под командованием комбрига И. Шарабурко по дороге к г. Львову взял в плен до 6 тыс. польских военнослужащих.
Войска 17-го ск также двигались к г. Львову.
В течение 12—18 сентября Львов был окружён 1-й и 2-й германскими горно-пехотными дивизиями с севера, запада и юга.
В ходе маршей 14-я кд у г. Сасува сломила сопротивление одного из местных гарнизонов и полиции, взяв в плен 1 155 человек и 1 200 винтовок.
19 сентября
00.00. В ночь с 18 на 19 сентября от г. Броды к г. Сасув подошла колонна польских войск, которая также была разоружена войсками 14-й кд. В плен были взяты 12 096 человек, трофеями советских войск стали 12 тыс. винтовок, 26 орудий, 275 пулемётов, 32 автомашины и 1 200 лошадей.
2.00. Львов. Сводный моторизованный отряд под командованием комбрига И. Шарабурко (600 спешенных кавалеристов и 35 танков) около 2.00 19 сентября подошёл ко Львову. Советские танки были встречены артиллерийским огнём. Головной разведывательный дозор (6 танков) через баррикады дошёл до центра города и был встречен огнём батареи, стоявшей у костёла. Первый танк был подбит. Командир разведывательной роты старший лейтенант Чуфаров огнём своего танка уничтожил орудие у костёла, выстрелом поджёг складированные снаряды противника. Поляки прекратили сопротивление. Советсике танки были обстреляны из казарм и домов пистолетно-ружейно-пулемётным огнём. Танки били по оружейным вспышкам и уничтожали эти огневые точки.
4.00.Львов. Отряд советских танков и кавалеристов подошёл к г. Львов. Кавалеристы в город не входили, а остались укрытыми в пригороде. Танкисты вошли в город и определили, что город занят польскими войсками.
4.20.Львов. Командир 24-й лтбр полковник П. С. Фотченков, находясь в танке во Львове, получил записку от командарма 2-го ранга Городовикова приказание: 24-й бригаде остановиться у г. Злочув и ждать дальнейших распоряжений.
4.30.Львов. В городе огонь прекратился с обеих сторон.
5.00.Львов.
В 5.00 командир 24-й лтбр полковник П. С. Фотченков отдал приказ разведбатальону остаться в городе, но закрыть выходы на восточной окраины Львова. Отдельным танковым бригады командир приказал выйти на восточную окраину Винники (окрестность г. Львова). Начальнику 2-й части капитану Шуренкову связаться с польским штабом и вызвать начальника гарнизона Львова для переговоров о сдаче города.
Посланные две бронемашины из Львова в восточном направлении по другой дороге навстречу советским войскам, идущим к городу, внезапно подверглись артиллерийскому обстрелу. Командиры подумали, что это польские войска и вступили в бой, ведя огонь из 45-мм пушек и пулемётов.
Как оказалось позже, экипажи бронемашин-делегатов связи подбили две противотанковые пушки и убили германских одного офицера и четырёх солдат. Советские две бронемашины с их славными экипажами дрались до последнего объятые огнём и сгорели. Об этом узнали от прибывших представителей из штаба 1-й германской горно-пехотной дивизии и 137-го германского полка.
К утру 2-й кк, командир корпуса комдив Ф. Я. Костенко, занял г. Злочув (ныне Золочев).
6.00.Львов. Батальоны 24-й лтбр заняли свои места и приступили к обезоруживанию польских войск, подходивших к Львову на помощь, а разведбатальон обезоруживал казармы в самом городе Львове.
6.30.Львов. К командиру 24-й лтбр прибыли два польских майора для переговоров. Командир бригады полковник П. С. Фотченков вести переговоры с ними отказался и приказал явиться начальнику гарнизона, или начальнику штаба.
7.00.Львов. К полковнику Фотченкову прибыл польский полковник и два других майора, с которыми также переговоры не велись.
7.40.Львов. К полковнику Фотченкову прибыл начальник штаба польского гарнизона г. Львов полковник генерального штаба Б. Раковский и с ним два полковника и три майора. Командир бригады полковник П. С. Фотченков представился командиром танкового корпуса, который окружил г. Львов и предложил сдать город Львов советским войскам. Начальник штаба гарнизона просил повременить, так как он не уполномочен на это и должен получить указание свыше. На все это было дано 2 часа. Командир 24-й бригады потребовал, чтобы танки, находящиеся в городе и на окраине, продолжали оставаться на своих местах и разрешения занять польские командные пункты для наблюдения за германскими позициями, которые полукольцом прилегали к городу.
8.30.Львов. Германцы неожиданно предприняли атаку на западную и южную окраину города. Польские войска приняли бой, а советские танки и бронемашины разведбатальона 24-й лтбр оказались между противоборствующими сторонами. Командир бригады полковник Фотченков выслал с белым флагом бронемашину к германцам. Советские командиры в танках и бронемашинах подавали сигналы красными и белыми флажками, но огонь по ним с обеих сторон не прекращался. Исчерпав мирные способы прекращения огня, советские танкисты открыли по противнику огонь. При этом подбиты у германцев 3 противотанковые орудия, убиты 3 офицера (из них два майора), ранены 9 солдат. В 24-й бригаде подбито 2 бронемашины и 1 танк, убиты 3 человека и ранены 4 человека. Увидев свои потери, германцы прекратили артогонь.
9.00.Львов. Для переговоров теперь прибыл командир 137-го полка германской горно-пехотной дивизии полковник Шляммер, с которым командир бригады полковник Фотченков уже в германском штабе договорился по всем вопросам мирного урегулирования конфликта. Стороны собрали своих раненых и убитых.
9.40.Львов. Начальник штаба гарнизона г. Львов полковник генерального штаба Б. Раковский прибыл к полковнику Фотченкову с полученным согласием. Также договорились взаимно обменяться делегатами связи.
В течение 19 сентября велись переговоры между командованием советской 24-й легкотанковой бригады, с одной стороны, и представителями командования германской горно-пехотной дивизии — с другой, о прекращении боевых действий и ликвидации возникших конфликтов в г. Львове. Стороны не достигли взаимопонимания.
20 сентября
9.00.Львов. 20 сентября продолжились переговоры между командованием советской 24-й легкотанковой бригады и представителями командования …-й германской горно-пехотной дивизии об урегулировании конфликтов в г. Львове.
16.20.Львов. 2-му кк, командир корпуса комдив Ф. Я. Костенко, были подчинены из 17-го ск 38-я лтбр, 10-я ттбр и сводный отряд 96-й и 97-й стрелковых дивизий. По приказу командования в войсках началась подготовка к штурму г. Львова, намеченного на 9.00 21 сентября.
16.20.Москва. Начались переговоры народного комиссара обороны СССР Маршала Советского Союза К. Е. Ворошилова и начальника Генерального штаба командарма 1-го ранга Б. М. Шапошникова с представителями германского военного командования в лице генерала Кестринга, полковника Г. Ашенбреннера и подполковника Г. Кребса о порядке отвода германских войск с занимаемой линии и выдвижения советских войск на демаркационную линию, установленную правительствами на переговорах 23 августа 1939 в Москве. Переговоры завершились договорённостью, что движение Вермахта и Красной Армии на запад начнётся утром 23 сентября, с расстоянием между войсками в 25-км. По плану к вечеру 3 октября германские войска отойдут за демаркационную линию.
19.00.Львов. В результате советско-германских переговоров появилось взаимопонимание между договаривающимися сторонами. В ходе переговоров командующего артиллерией Украинского фронта комбрига Н. Д. Яковлева с германским командованием стороны требовали друг от друга отвести войска от города и не мешать его штурму. К вечеру 20 сентября германские войска, 1-я и 2-я горно-пехотные дивизии, охватившие город с севера, запада и юга получили приказ отойти от Львова. В то же время германское командование потребовало от польского командования сдать город не позднее 10 часов 21 сентября. Полки германских дивизий начали отход в западном направлении, ведя арьергардные бои с польскими войсками.
К вечеру 20 сентября 14-я кд 2-го кк достигла Ярычева, Барщевеще, а 3-я кд 2-го кк — Калиновки, Бялки Шляхецкой в 8 км от г. Львова.
К 21 сентября к г. Львову подошли танковые батальоны 38-й лтбр (командир бригады комбриг П. В. Волох) и 10-й ттбр (командир бригады полковник Г. И. Иванов).
21 сентября
00.00.Львов. Советские войска занимали позиции вокруг города, одновременно готовясь к атаке города, назначенной на 9.00: 14-я кд должна была атаковать город с севера и северо-востока, сводный отряд 17-го ск с 38-й лтбр — с востока; 5-я кд вместе с 10-й ттбр — с юго-востока, а 3-я кд — с юга и юго-запада.
2.00.Москва. В ходе второго заседания на советско-германских переговорах с 2.00 до 4.00 21 сентября уточнялись сроки выхода на демаркационную линию и был подписан советско-германский протокол: …на восточный берег р. Сан у Перемышля к вечеру 27 сентября и на восточный берег р. Сан у Санок и южнее к вечеру 29 сентября…
9.00.Львов. Советские войска в боевых порядках двинулись к городу, но польское командование вдруг пожелало возобновить переговоры, и советское командование вернуло свои соединения в исходное положение.
10.30.Проскуров.
В 10.30 21 сентября в штаб Украинского фронта поступило приказание наркома обороны № 16693 с требованием остановить войска на линии, достигнутой передовыми частями к 20.00 20 сентября. Войскам ставилась задача подтянуть отставшие части и тылы, наладить устойчивую связь, находиться в состоянии полной боеготовности, быть бдительными и принять меры для охраны тылов и штабов.
13.50.Москва.
Представители советского и германского командования договорились о переносе сроков выхода на конечные рубежи:…на восточный берег р. Сан у Перемышля к вечеру 28 сентября и на восточный берег р. Сан у Санок и южнее к вечеру 30 сентября…
17.00.Львов.
В 17.00 на восточной окраине города начальник польского гарнизона генерал В. Лянгнер, подполковник К. Рыжинския, майор Я. Явич, капитан К. Чихирин встретились с комбригами П. А. Курочкиным и Н. Д. Яковлевым, полковыми комиссарами Макаровым и И. А. Серовым, бригадным комиссаром К. В. Крайнюковым, полковником П. С. Фотченковым. Польская делегация заявила о готовности польского гарнизона капитулировать, но необходимо это сделать организованно.
20.00.Львов.
Около 20.00 начальник гарнизона генерал В. Лянгнер объявил командованию гарнизона о своём решении сдать город Красной Армии. Большинство офицеров высказалось за прекращение сопротивления.
22.15.Проскуров.
В 22.15 21 сентября в штаб Украинского фронта поступил приказ наркома обороны СССР № 156, в котором излагалось содержание советско-германского протокола и было разрешение о начале движение на запад с рассветом 23 сентября.
21 сентября командующий войсками Волочиской группы войск Ф. И. Голиков издал приказ о взятии г. Львова, начало наступления в 9.00 22.9.1939, задача — сломить сопротивление противника, принудить его сложить оружие и сдаться.
22 сентября
8.00.Львов.
В 8.00 22 сентября начальник гарнизона генерал В. Лянгнер с составленными накануне предложениями для переговоров прибыл в штаб 24-й лтбр в Винники (окраина Львова). Начались переговоры.
11.00.Львов.
В 11.00 в результате советско-польских переговоров было подписано соглашение о «передаче города Львова войскам Советского Союза».
В 14.00 польские войска в Львове стали складывать оружие.
15.00.Львов.
В 15.00 советские соединения, 2-й кавалерийский корпус, командир корпуса комдив Ф. Я. Костенко, в пешем строю, танки 24-й, 38-й и 10-й танковых бригад, вступили в город Львов. Основная часть гарнизона сдала оружие, а отдельные группы польских офицеров оказавших сопротивление с оружием в руках были расстреляны из танков.
Взятие г. Львова войсками Волочиской армейской группы явилось выполнением поставленной задачи войскам фронта 16 сентября 1939 г.
23 сентября
С рассветом началось движение германских и советских войск на запад.
В течение дня весь город Львов был занят советскими войсками. К вечеру 23 сентября в городе был наведён порядок и основные силы советских войск были выведены на его окраины.
Опубликовано советско-германское коммюнике, в котором было объявлено что Германское правительство и правительство СССР установили демаркационную линию между германской и советской ариями, которая проходит по р. Писса до её впадения в р. Нарев, далее по р. Нарев до её впадения в р. Западный Буг, далее по р. Западный Буг до её впадения в р. Висла, далее по р. Висла до впадения в неё реки Сан и дальше по р. Сан до её истоков.
Нарком обороны СССР на основании Указа Президиума Верховного Совета СССР от 22 сентября 1939 г. издал приказ № 177 о том, что призванные военнообязанные запаса в соединения округа в период Больших учебных сборов были объявлены мобилизованными «до особого распоряжения».
21—23 сентября части 7-го и 8-го германских армейских корпусов 14-й германской армии вступили в бои с группой войск польского генерала Домб-Бернацкого прорывавшейся в Венгрию в 20-километровой полосе, разделявшей Германскую армию и Красную Армию. В развернувшихся боях германские части снова потеснили поляков на восток, а 23 сентября обратились к командованию Волочиской армейской группы с предложением помочь им в разгроме польской группы.
В течение дня германские и советские войска сделали переход на запад, примерно, в 20 километров.
24 сентября
С рассветом началось движение германских и советских войск на запад.
24 сентября Волочиская армейская группа переименована в Восточную армейскую группу.
В течение дня германские и советские войска сделали переход на запад с реке Сан, примерно, в 20 километров.